# برایان بارو
برایان بارو از پادشاهان مشهور ایرلند در قرون وسطی بود. بارو نقشی اساسی در بیرون راندن وایکینگ‌ها از ایرلند و متحد ساختن قبایل متفرق این کشور داشت و به همین سبب او را با آلفرد کبیر، پادشاه انگلیسی که وایکینگ‌ها را از انگلستان اخراج کرد، مقایسه می‌کنند.

## از حکومت مونستر تا جنگ با لینستر و دوبلین
برایان بارو در جوانی لیمریک، از جمله بنادری که وایکینگ‌ها در ایرلند ساخته بودند، را تصرف کرد و بعدتر پادشاه مونستر، قلمروی مهمی در جنوب غربی ایرلند، شد. گام بزرگ وی در سال ۹۹۹ بود، هنگامی که با متحد کردن قبایل ایرلند علیه وایکینگ‌های دوبلین و متحدان لینستری آن‌ها (قبیله ایرلندی در جنوب شرقی جزیره), لشکری بزرگ فراهم آورد و توانست نیروهای وایکینگ را در نبرد گلن ماما شکست دهد.

## نبرد کلانتارف[۴]و مرگ
بارو بار دیگر در سال ۱۰۱۴ با وایکینگ‌ها و لینستری‌ها درگیر شد. اگرچه که بارو به علت اعتقادات مذهبی‌اش حاضر نبود در جمعه نیک بجنگند، بنابراین از دور صحنه نبرد را نظارت می‌کرد اما در حین نبرد وایکینگی به نام برودیر به مخفیگاه بارو هجوم آورد و سر او را قطع کرد. نیروهای ایرلند بلافاصله برودیر و وایکینگ‌هایی که سراغ بارو آمده بودند را محاصره کردند و به قتل رساندند. علیرغم مرگ بارو، ایرلندی‌ها ضربه خوارکننده‌ای به وایکینگ‌ها زدند. اما با این وجود ایرلندی‌ها قادر نبودند که وایکینگ‌ها را به‌طور کامل از ایرلند اخراج کنند. آن‌ها حتی به سیتروگ سیلکبرد, شاه وایکینگ دوبلین، اجازه دادند که پس از کلانتارف همچنان تا پایان عمر حکومت کند اما قطعاً نبرد کلانتارف هرگونه نقش وایکینگ‌ها برای پیشروی در قسمت داخلی جزیره ایرلند را منتفی کرد. تا پایان قرن یازدهم دیگر وایکینگ‌ها نه از لحاظ سیاسی و نه نظامی نقش مهمی در ایرلند نداشتند و باقی مانده ایشان با جمعیت بومی ترکیب شدند. مهم‌ترین میراث وایکینگ‌ها دژهای موسوم به لانگ‌فورت بود که بعدها تبدیل به مراکز شهری مهم ایرلند امروزی شدند.